# Kulla Gunnarstorp slot
Kulla Gunnarstorp slot (før 1658 dansk: Gundestrup slot) er et slot fra 1500-tallet i det tidligere Luggude Herred ved Helsingborg i Skåne.
Gården Gundestrup tilhørte i slutningen af 1400-tallet slægten Parsberg. Den overgik i 1580 til Jørgen Ottesen Brahe ved hans ægteskab med Ingeborg Nielsdatter Parsberg. Han opførte den borg, som fortsat findes. Siden kaldtes den på svensk Kulla Gunnarstorp.
31 Maj 1623 fødes på Kulla Gunnarstorp slot senere vicekansler Holger Jørgensen Vind af forældrene Jørgen Vind og hustru Ingeborg Holgersdatter Ulfstand.
I 1861 arvedes Kulla Gunnarstorp af Baltzar von Platen (1804-1875), som lod opføre det nye slot. Ved hans død arvede hans datter Elisabeth von Platen, gift med Axel Wachtmeister på Vanås, godset. Derefter tilhørte ejendommen slægten Wachtmeister frem til 1978, hvor den nuværende ejer, Gustav Trolle, arvede godset fra sin mor Charlotte, født Wachtmeister.